# Demi (album)
A Demi Demi Lovato amerikai énekesnő negyedik stúdióalbuma, mely 2013. május 14-én jelent meg a Hollywood Records gondozásában. Első kislemeze, a Heart Attack 12. helyen debütált és 10. helyezésig jutott a Hot 100-on, mellyel eddigi második legsikeresebb dala lett.

## Háttér
Az album dalainak írása 2012 áprilisában kezdődött, a kész művek felvétele pedig Demi X Factor-ös mentori szerepe során. Lovato szerint az album „inspirációt fog biztosítani olyan lányok számára, akik ugyanezeken mentek keresztül, mint én.” „Hihetetlenül büszke vagyok erre az albumra,” nyilatkozta: „Jobb, mint bármi amit valaha csináltam! Rengeteg eltérő hangzást próbáltam ki és a szívemet öntöttem ezen dalok megírásába. Olyan izgatott vagyok, hogy végre bárki megkapja az esélyt, hogy meghallgathassa őket!”

## Kislemezek
Első kislemezként a Heart Attack jelent meg 2013. február 14-én. 12. helyen debütált a Billboard Hot 100-on, így harmadik legsikeresebb kislemeze lett az USA-ban ezidáig. 215 000 példány kelt el a dalból a megjelenés hetében, melyet csak Justin Timberlake Suit & Tie című száma múlt felül.

## Az album dalai
| Standard kiadás | Standard kiadás                             | Standard kiadás                                                               | Standard kiadás               | Standard kiadás | Standard kiadás | Standard kiadás | Standard kiadás | Standard kiadás | Standard kiadás |
|                 | Cím                                         | Szerző(k)                                                                     | Producer(ek)                  | Hossz           |                 |                 |                 |                 |                 |
| --------------- | ------------------------------------------- | ----------------------------------------------------------------------------- | ----------------------------- | --------------- | --------------- | --------------- | --------------- | --------------- | --------------- |
| 1.              | Heart Attack                                | Demi Lovato, Mitch Allan, Jason Evigan, Sean Douglas, Nikki Williams          | Suspex                        | 3:31            |                 |                 |                 |                 |                 |
| 2.              | Made In The USA                             | Demi Lovato, Mitch Allan, Jason Evigan                                        | Suspex                        | 3:16            |                 |                 |                 |                 |                 |
| 3.              | Without The Love                            | Demi Lovato, Freddy Wexler, Matt Squire, Roy Battle                           | Squire, Battle                | 3:56            |                 |                 |                 |                 |                 |
| 4.              | Neon Lights                                 | Demi Lovato, Ryan Tedder, Mario Marchetti, Noel Zancanella, Tiffany Vartanyan | Tedder, Marchetti, Zancanella | 3:54            |                 |                 |                 |                 |                 |
| 5.              | Two Pieces                                  | Demi Lovato, Mitch Allan, Jason Evigan, Livvi Franc                           | Suspex                        | 4:25            |                 |                 |                 |                 |                 |
| 6.              | Nightingale                                 | Demi Lovato, Matt Radosevich, Felicia Barton, Anne Preven                     | Radosevich                    | 3:41            |                 |                 |                 |                 |                 |
| 7.              | In Case                                     | Demi Lovato, Emanuel Kiriakou, Priscilla Renea                                | Kiriakou                      | 3:30            |                 |                 |                 |                 |                 |
| 8.              | Really Don’t Care (közreműködik Cher Lloyd) | Rami Yacoub, Carl Falk, Savan Kotecha                                         | Yacoub, Falk                  | 3:22            |                 |                 |                 |                 |                 |
| 9.              | Fire Starter                                | Jarrad Rogers, Julia Michaels, Lindy Robbins                                  | Rogers                        | 3:27            |                 |                 |                 |                 |                 |
| 10.             | Something That We’re Not                    | Demi Lovato, Emanuel Kiriakou, Andrew Goldstein                               | Kiriakou, Goldstein           | 3:11            |                 |                 |                 |                 |                 |
| 11.             | Never Been Hurt                             | Demi Lovato, Mitch Allan, Jason Evigan                                        | Suspex                        | 4:02            |                 |                 |                 |                 |                 |
| 12.             | Shouldn’t Come Back                         | Rami Yacoub, Carl Falk, Savan Kotecha                                         | Yacoub, Falk                  | 3:52            |                 |                 |                 |                 |                 |
| 13.             | Warrior                                     | Demi Lovato, Emanuel Kiriakou, Andrew Goldstein                               | Kiriakou, Goldstein           | 3:51            |                 |                 |                 |                 |                 |
| 47:58           |                                             |                                                                               |                               |                 |                 |                 |                 |                 |                 |

| 14. | Give Your Heart a Break | Josh Alexander, Billy Steinberg     | Alexander, Steinberg | 3:25 |
| 15. | Skyscraper              | Toby Gad, Kerli Kõiv, Lindy Robbins | Gad                  | 3:41 |

| 14. | I Hate You, Don’t Leave Me |  |  | 3:25 |

## Megjelenések
| Ország             | Dátum           | Formátum               | Kiadó                 |
| ------------------ | --------------- | ---------------------- | --------------------- |
| Ausztrália         | 2013. május 10. | CD, digitális letöltés | Hollywood Records     |
| Új-Zéland          | 2013. május 10. | CD, digitális letöltés | Hollywood Records     |
| Hollandia          | 2013. május 10. | CD, digitális letöltés | Universal Music Group |
| Magyarország       | 2012. május 13. | CD, digitális letöltés | Universal Music Group |
| Franciaország      | 2012. május 13. | CD, digitális letöltés | Universal Music Group |
| Olaszország        | 2012. május 13. | CD, digitális letöltés | Universal Music Group |
| Spanyolország      | 2012. május 13. | CD, digitális letöltés | Universal Music Group |
| Norvégia           | 2012. május 13. | CD, digitális letöltés | Universal Music Group |
| Lengyelország      | 2012. május 13. | CD, digitális letöltés | Universal Music Group |
| Egyesült Királyság | 2012. május 13. | CD, digitális letöltés | Universal Music Group |
| Brazília           | 2012. május 13. | CD, digitális letöltés | Hollywood Records     |
| Hongkong           | 2012. május 13. | CD, digitális letöltés | Hollywood Records     |
| India              | 2012. május 13. | CD, digitális letöltés | Hollywood Records     |
| Szingapúr          | 2012. május 13. | CD, digitális letöltés | Hollywood Records     |
| Egyesült Államok   | 2013. május 14. | CD, digitális letöltés | Hollywood Records     |
| Kanada             | 2013. május 14. | CD, digitális letöltés | Hollywood Records     |
| Írország           | 2013. május 17. | CD, digitális letöltés | Universal Music Group |
| Németország        | 2013. május 31. | CD, digitális letöltés | Universal Music Group |